# Sergei Witaljewitsch Mratschkowski

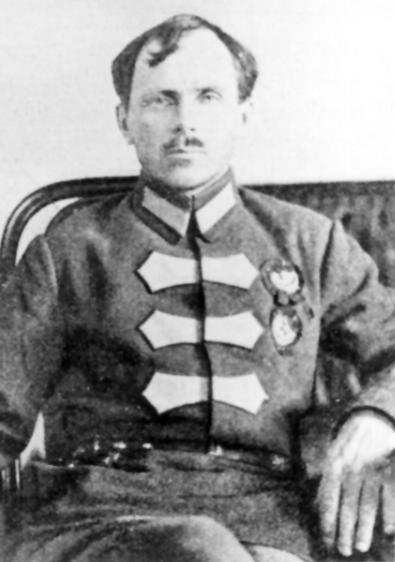

Sergei Witaljewitsch Mratschkowski (russisch Сергей Витальевич Мрачковский; * 27. Juni 1888; † 25. August 1936) war ein russischer Revolutionär und einer der Führer der Roten Armee.
Mratschkowski wurde als „Revolutionär von Geburt an“ bezeichnet, da er im Gefängnis zur Welt kam. Bereits 1905 schloss er sich den Bolschewiki an. Mratschkowski kämpfte für die Revolution im Ural, war Mitglied der Linken Opposition und 1932 der Gruppe Smirnow. Im Moskauer Prozess vom August 1936 wurde er zum Tode verurteilt und erschossen.